# Arcada arterial

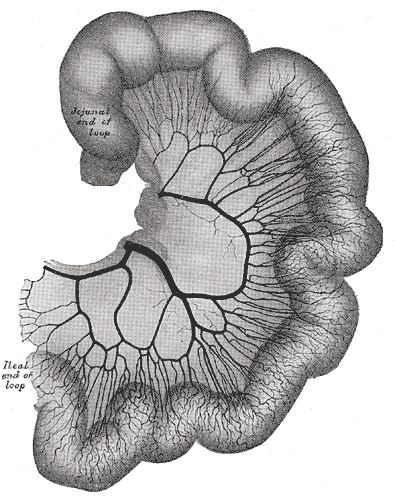
Lazo de intestino delgado que muestra la distribución de arterias intestinales.

Las arcadas arteriales ( anastomosis arteriales intermesentéricas o arcadas de Riolan  ) son una serie de arcos arteriales anastomosados entre las ramas arteriales del yeyuno y el íleon . 
Más cerca del Duodeno, los bucles mesentéricos son primarios, los vasos rectos son largos y de distribución regular, y los espacios translúcidos (lunetas) son extensos. 
Hacia la unión ileocólica, se observan bucles secundarios y terciarios, los vasos son más pequeños y se oscurecen por numerosas pestañas grasas. 
Los siguientes diagramas muestran la disposición y las variaciones de las asas de los vasos mesentéricos para varios segmentos del intestino delgado de longitud media: 

## Imágenes adicionales

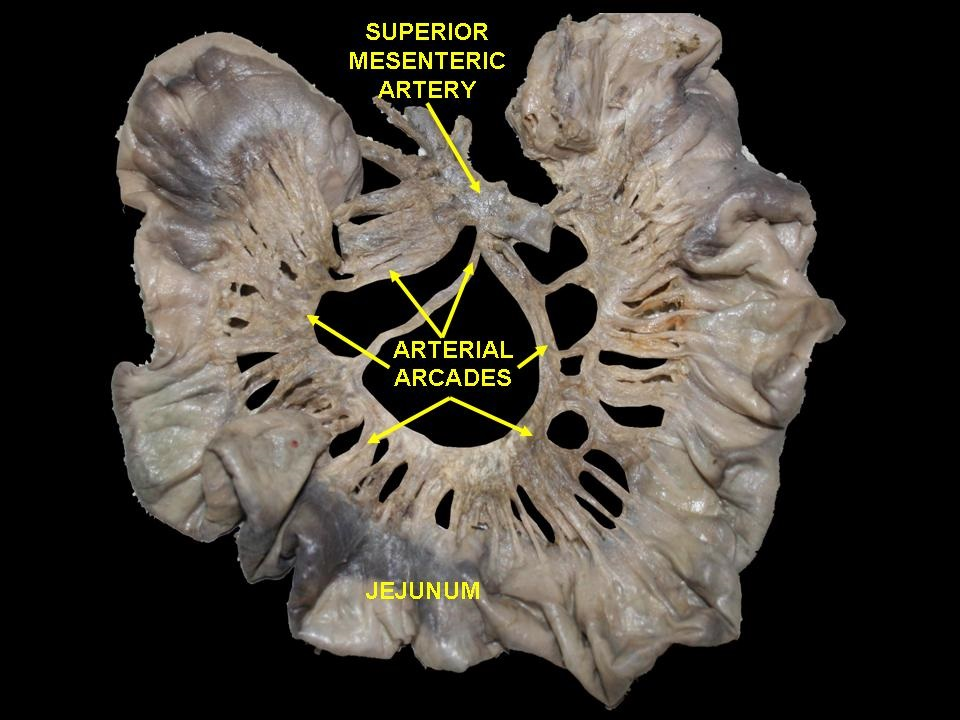
Arcadas arteriales
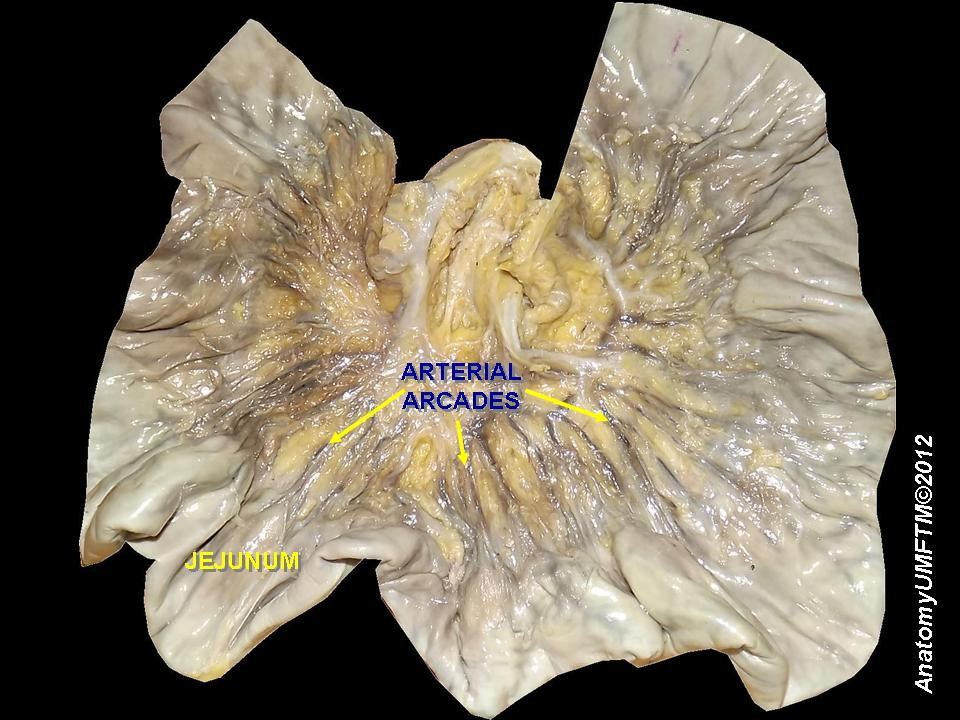
Arcadas arteriales
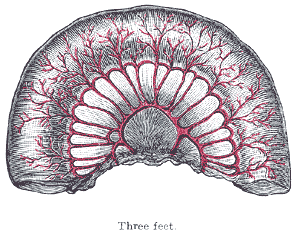
Lazo del intestino delgado que muestra la distribución de las arterias intestinales
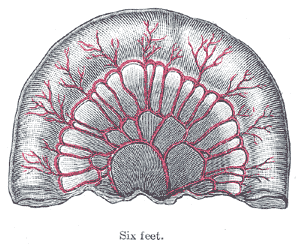
Lazo del intestino delgado que muestra la distribución de las arterias intestinales
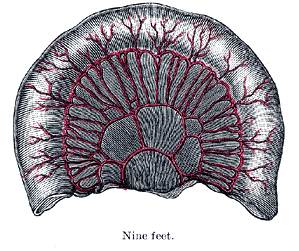
Lazo del intestino delgado que muestra la distribución de las  arterias intestinales
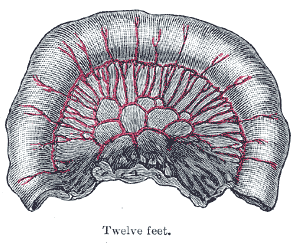
Lazo del intestino delgado que muestra la distribución de las  arterias intestinales
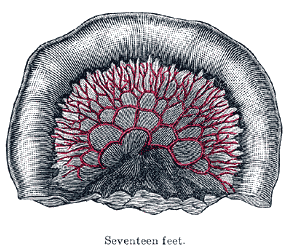
Lazo del intestino delgado que muestra la distribución de las  arterias intestinales
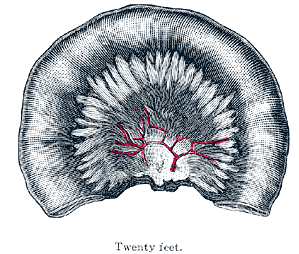
Lazo del intestino delgado que muestra la distribución de las arterias intestinales